# Patuljasti tinamu
Patuljasti tinamu (lat. Taoniscus nanus) je vrsta tinamuovke duga 13-16 cm i teška oko 150 grama. Jedina je članica roda Taoniscus. Sivkastosmeđe je boje. Vrat joj je bijele, a noge žućkaste boje. Živi u Južnoj Americi, a najviše je ima u Argentini, Brazilu i Paragvaju. Hrani se sjemenkama, člankonošcima i drugim malim beskralježnjacima. 

## Status zaštite
Prirodna staništa su joj travnjaci. Najveća prijetnja su joj uništavanja staništa, a u nekim područjima ljudi je love zbog prehrane. Okvirna populacija patuljastog tinamua je 2.500-9.999 jedinki. Prema IUCN-u je proglašena kao osjetljiva vrsta.

## Vanjske poveznice
|  | Zajednički poslužitelj ima stranicu o temi Taoniscus nanus    |
|  | Zajednički poslužitelj ima još gradiva o temi Taoniscus nanus |
|  | Wikivrste imaju podatke o taksonu Taoniscus nanus             |

- BirdLife  Arhivirana inačica izvorne stranice od 2. siječnja 2009. (Wayback Machine)